# Neal Sugarman
Neal Sugarman ist ein US-amerikanischer Saxofonist, Bandleader, Songwriter und Labelbetreiber.

## Biografie
In den frühen 1980er Jahren war Sugarman Mitglied der Highschool-Punkband „Boys Life“, die in Boston und Umgebung recht bekannt war. Nach der Highschool studierte er am Berklee College of Music in Boston. Er spielte bei Jazzkonzerten und versuchte 1991, in New York Fuß zu fassen. Nach einem Aufenthalt in New Orleans kehrte er 1996 nach New York zurück.
In New Orleans hatte er seine Vorliebe für R&B und Soul entdeckt. Mit dem Schlagzeuger Rudy Albin, dem Organisten Adam Scope und dem Gitarristen Coleman Mellett gründete er die Sugarman 3. Bei Desco Records veröffentlichten sie die Alben Sugar’s Boogaloo (1998) und Soul Donkey (2000). Sie hatten Auftritte in England, Frankreich und Italien. Während der Arbeit am dritten Album kam das Ende von Desco Records.
2001 gründete Sugarmann zusammen mit Gabriel Roth, vormals einer der Betreiber von Desco, das Label Daptone Records, wo dann das dritte Sugarman-3-Album Pure Cane Sugar 2002 erschien. Sugarman war jetzt Mitbetreiber von Daptone und wurde Mitglied der Daptone-Hausband Dap-Kings. Neben den von Daptone produzierten Aufnahmen spielten die Dap-Kings auch für andere Künstler, zum Beispiel auf den Alben Back to Black von Amy Winehouse (2006), Version von Mark Ronson (2007), Lay It Down von Al Green (2008) und Crazy Love von Michael Bublé (2009).
2011 wurde Sugarman von Steve Cropper eingeladen, um an den Aufnahmen des Albums Dedicated: A Tribute to the 5 Royales teilzunehmen. 2012 erschien das vierte Album der Sugarman 3, What the World Needs Now. Diesmal war Gabriel Roth am Bass mit von der Partie.